# Kristusova cerkev, Windhoek
Kristusova cerkev v Windhoeku je zgodovinska zgradba, ki je bila zgrajena med letoma 1907 in 1910 po naročilu uprave Windhoeka oziroma protestantske cerkve v Namibiji (DELK). Je zgodovinski mejnik v mestu.
Gradnja cerkve se je začela aprila 1896 pod vodstvom duhovnika Wilhelma Anze; zasnoval jo je arhitekt Gottlieb Redecker. Po koncu vojne med Nemci ter Nami, Hereri in Ovambi je bila posvečena 16. oktobra 1910 kot cerkev miru . Protestantska cerkev, ki je bila zgrajena v neogotskem slogu z elementi art nouveauja,  stoji v zgodovinskem središču Windhoeka. Njen 24 m visok zvonik je kot vsa cerkev zgrajena iz lokalnega kremenovega peščenjaka iz okolice Guche-Gana, ki je samo 30 km oddaljen in je v bližini jezu Avis. Izjema sta portal in oltar, ki sta iz italijanskega marmorja. Ura in del strehe sta bila poslana iz Nemčije, trije bronasti zvonovi so delo delavnice Franza Schillinga iz Apolda. Imajo napise Ehre sei Gott der Höhe (Slava Bogu na višavah), Friede auf Erden (Mir na zemlji) in Den Menschen ein Wohlgefallen (Blagor ljudem). Med mašo leta 1960 se je kembelj glavnega zvona odtrgal, razbil okno in padel na cesto. Na odprtine so bile nato nameščene kovinske mreže. 
Barvna stekla v prezbiteriju so darilo cesarja Viljema II. in so bila izdelana v Nürnbergu. V poznih 1990-ih so turisti opazili, da je zaščita pred soncem na notranji strani oken. V dveh letih po tem odkritju so bila okna obnovljena in obrnjena.
Orgle so bile izdelane v Ludwigsburgu blizu Stuttgarta, verjetno v znameniti delavnici družbe E. F. Walcker & Cie. Trije zvonovi so bili leta 1910 poslani v livarno Franza Schillinga v Apoldi.
Cerkev je na ulici Fidela Castra v bližini vrtov parlamenta in palače Tintenpalast.

## Galerija
- Pogled z juga
- Predel oltarja
- Pogled od palače Tintenpalast
- Konjeniški spomenik v ospredju, 2004
- Kip Sama Nujome (prej mesto konjeniškega kipa), 2014
- Cerkev leta 1910